# ديفيد فوغل
ديفيد فوغل (بالإنجليزية: David Vogel)‏ هو عالم سياسة أمريكي، ولد في 1947.